# Mario Gómez (labdarúgó)
Mario Gómez García (Riedlingen, 1985. július 10. –) német–spanyol felmenőkkel rendelkező német válogatott labdarúgó.

## Pályafutása

### Klubcsapatban
Profi pályafutását a VfB Stuttgart amatőrcsapatában kezdte 2003-ban. Két szezon alatt 21 gólt szerzett 43 mérkőzésen. 2004-ben bemutatkozott a nagycsapatban is, március 9-én a Chelsea elleni bajnokok ligája mérkőzésen 10 perc játéklehetőséget kapott. Május 8-án a Bundesligában is debütált.
A 2004–2005-ös idényben a Regionalligában szerepelt, ahol 24 mérkőzésen 15 találatot ért el, emellett az első csapatban is nyolc bajnokin játszhatott.
A 2005–2006-os szezonban véglegesen az első csapat keretébe került. 30 bajnoki mérkőzésen hat gólt jegyzett, az elsőt 2005. szeptember 17-én. Ezen felül az UEFA-kupában öt alkalommal játéklehetőséghez jutott (ezt két góllal hálálta meg), és a ligakupában is pályára lépett háromszor.
A 2006–2007-es szezon a Bundesliga egyik legjobb góllövője lett. Azonban 2007. március 10-én eltörte a kezét, és a bal térdében szalagszakadásos sérülést szenvedett el. Május 12-én tért vissza, és csereként beállva gólt szerzett. Azon a bajnokin a VfB Stuttgart 3–2-re megverte a Bochumot, és két pont előnnyel várhatták az utolsó fordulót. Az Energie Cottbus legyőzésével megszerezték a bajnoki címet. Ezen kívül a német kupa döntőjébe is bejutottak, ahol azonban a VfB Stuttgart kikapott az 1. FC Nürnberg ellen Gómezzel a soraiban. Az idény végén Az Év Német Labdarúgójának választották 2007-ben.
2007 júliusában 2012-ig meghosszabbította a szerződését a Stuttgarttal.
A 2007–2008-as bajnokságban amíg a csapat nagy része azon erőlködött, hogy az előző idényben mutatott formáját hozza, addig Gómez ugyanolyan nagyszerű teljesítményt mutatott, mint egy évvel korábban. 19 gólt szerzett 25 mérkőzésen, amivel második lett a Bundesliga góllövőlistáján a 25 gólos, Bayern Münchenben szereplő Luca Toni mögött. A kupában viszont ő lett a legtöbb gólt elérő játékos. A teljesítményére több nagy klub is felfigyelt, így érdeklődést mutattak a 23 éves támadó iránt. A 2008–2009-es szezonban négy gólt szerzett a Bundesliga-éllovasa, a VfL Wolfsburg ellen csapata 4–1-es győzelmekor.

### A válogatottban
Német és spanyol állampolgársággal is rendelkezik, ám 17 éves kora óta az összes német utánpótlásválogatottban szerepelt.
A német labdarúgó-válogatottban 2007. február 7-én mutatkozott be Svájc ellen. A németek azon a találkozón 3–1-re nyertek, Gómez szerezte csapata második találatát.
A második válogatottságakor Kevin Kurányi cseréjeként állt be a San Marino elleni 2008-as Eb-selejtezőn, és két góllal járult hozzá a 6–0-s győzelemhez.
A 2008-as Európa-bajnokság német keretébe behívta Joachim Löw szövetségi kapitány. Mindhárom csoportmérkőzésen játszott, ám kiábrándító teljesítményt nyújtott. Az egyenes kieséses szakaszra Löw úgy döntött, hogy csak egy csatárral játszatja csapatát, így Gómez csak a cserepadon kapott helyet. Végül a döntőben pályára lépett Miroslav Klose helyett, ám Németország így is kikapott 1–0-ra Spanyolországtól.
2009. június 2-án az Egyesült Arab Emírségek elleni barátságos mérkőzésen négy gólt szerzett, így megszakadt a válogatottban 15 mérkőzésen át tartó góltalansági sorozata, a találkozót a németek 7–2-re nyerték meg.

## Sikerei, díjai

### Klubcsapattal
- VfB Stuttgart:
  - Német bajnok: 2007
  - Német bajnoki bronzérmes: 2009
  - Németkupa-döntős: 2007
  - Német ligakupa-döntős: 2005
- Bayern München:
  - Német bajnok: 2009/10, 2012/13
  - Németkupa-győztes: 2009/10
  - Bajnokok ligája győztes: 2012/13

### Válogatottal
- Európa-bajnoki ezüstérmes: 2008
- Európa-bajnoki bronzérmes: 2012
- Világbajnoki bronzérmes : 2010

### Egyéni
- Az Év Német Labdarúgója: 2007

## Pályafutása statisztikái

### Klubteljesítmény
| Klub             | Szezon   | Bundesliga       | Bundesliga       | DFB-Pokal | DFB-Pokal | —         | —         | Európa | Európa | Összesen | Összesen |
| Klub             | Szezon   | Mérk             | Gól              | Mérk      | Gól       | Mérk      | Gól       | Mérk   | Gól    | Mérk     | Gól      |
| ---------------- | -------- | ---------------- | ---------------- | --------- | --------- | --------- | --------- | ------ | ------ | -------- | -------- |
| Bayern München   | 2009–10  | 29               | 10               | 4         | 3         | —         | —         | 12     | 1      | 45       | 14       |
| Bayern München   | 2010–11  | 32               | 28               | 5         | 3         | —         | —         | 8      | 8      | 45       | 39       |
| Bayern München   | 2011–12  | 33               | 26               | 5         | 2         | —         | —         | 14     | 13     | 52       | 41       |
| Bayern München   | Összesen | 94               | 64               | 14        | 8         | —         | —         | 34     | 22     | 142      | 94       |
| Klub             | Szezon   | Bundesliga       | Bundesliga       | DFB-Pokal | DFB-Pokal | Ligapokal | Ligapokal | Európa | Európa | Összesen | Összesen |
| Klub             | Szezon   | Mérk             | Gól              | Mérk      | Gól       | Mérk      | Gól       | Mérk   | Gól    | Mérk     | Gól      |
| VfB Stuttgart    | 2008–09  | 32               | 24               | 2         | 3         | —         | —         | 10     | 8      | 44       | 35       |
| VfB Stuttgart    | 2007–08  | 25               | 19               | 3         | 6         | 0         | 0         | 4      | 3      | 32       | 28       |
| VfB Stuttgart    | 2006–07  | 25               | 14               | 5         | 2         | —         | —         | —      | —      | 30       | 16       |
| VfB Stuttgart    | 2005–06  | 30               | 6                | 3         | 0         | 3         | 0         | 5      | 2      | 41       | 8        |
| VfB Stuttgart    | 2004–05  | 8                | 0                | 1         | 0         | 0         | 0         | 1      | 0      | 10       | 0        |
| VfB Stuttgart    | 2003–04  | 1                | 0                | 0         | 0         | 0         | 0         | 1      | 0      | 2        | 0        |
| VfB Stuttgart    | Összesen | 121              | 63               | 14        | 11        | 3         | 0         | 21     | 13     | 159      | 87       |
| Klub             | Szezon   | Regionalliga Süd | Regionalliga Süd | DFB-Pokal | DFB-Pokal | —         | —         | —      | —      | Összesen | Összesen |
| Klub             | Szezon   | Mérk             | Gól              | Mérk      | Gól       | Mérk      | Gól       | Mérk   | Gól    | Mérk     | Gól      |
| VfB Stuttgart II | 2004–05  | 24               | 15               | —         | —         | —         | —         | —      | —      | 24       | 15       |
| VfB Stuttgart II | 2003–04  | 19               | 6                | —         | —         | —         | —         | —      | —      | 19       | 6        |
| VfB Stuttgart II | Összesen | 43               | 21               | —         | —         | —         | —         | —      | —      | 43       | 21       |
| Összesen         |          | 164              | 84               | 14        | 11        | 3         | 0         | 21     | 13     | 202      | 108      |

### Nemzetközi teljesítmény
| Nemzeti csapat | Szezon  | Mérk | Gól |
| -------------- | ------- | ---- | --- |
| Németország    | 2011–12 | 5    | 2   |
| Németország    | 2010–11 | 10   | 9   |
| Németország    | 2009–10 | 9    | 2   |
| Németország    | 2008–09 | 11   | 4   |
| Németország    | 2007–08 | 11   | 3   |
| Németország    | 2006–07 | 3    | 3   |
| Összesen       |         | 25   | 10  |

#### Válogatott góljai
| #           | Dátum               | Helyszín        | Ellenfél                | Gólarány    | Eredmény    | Rendezvény                         |
| Németország | Németország         | Németország     | Németország             | Németország | Németország | Németország                        |
| ----------- | ------------------- | --------------- | ----------------------- | ----------- | ----------- | ---------------------------------- |
| 1.          | 2007. február 7.    | Düsseldorf      | Svájc                   | 3–1         | Győzelem    | Barátságos                         |
| 2.          | 2007. június 2.     | Nürnberg        | San Marino              | 6–0         | Győzelem    | 2008-as Eb-selejtező               |
| 3.          | 2007. június 2.     | Nürnberg        | San Marino              | 6–0         | Győzelem    | 2008-as Eb-selejtező               |
| 4.          | 2008. február 6.    | Bécs            | Ausztria                | 3–0         | Győzelem    | Barátságos                         |
| 5.          | 2008. március 26.   | Bázel           | Svájc                   | 4–0         | Győzelem    | Barátságos                         |
| 6.          | 2008. március 26.   | Bázel           | Svájc                   | 4–0         | Győzelem    | Barátságos                         |
| 7.          | 2009. június 2.     | Abu-Dzabi       | Egyesült Arab Emírségek | 7–2         | Győzelem    | Barátságos                         |
| 8.          | 2009. június 2.     | Abu-Dzabi       | Egyesült Arab Emírségek | 7–2         | Győzelem    | Barátságos                         |
| 9.          | 2009. június 2.     | Abu-Dzabi       | Egyesült Arab Emírségek | 7–2         | Győzelem    | Barátságos                         |
| 10.         | 2009. június 2.     | Abu-Dzabi       | Egyesült Arab Emírségek | 7–2         | Győzelem    | Barátságos                         |
| 11.         | 2009. szeptember 5. | Leverkusen      | Dél-afrikai Köztársaság | 2-0         | Győzelem    | Barátságos                         |
| 12.         | 2010. május 29.     | Budapest        | Magyarország            | 3-0         | Győzelem    | Barátságos                         |
| 13.         | 2010. augusztus 11. | Koppenhága      | Dánia                   | 2-2         | Döntetlen   | Barátságos                         |
| 14.         | 2010. október 12.   | Asztana         | Kazahsztán              | 3-0         | Győzelem    | 2012-es Eb-selejtező               |
| 15.         | 2011. március 29.   | Mönchengladbach | Ausztrália              | 1-2         | Vereség     | Barátságos                         |
| 16.         | 2011. május 29.     | Sinsheim        | Uruguay                 | 2-1         | Győzelem    | Barátságos                         |
| 17.         | 2011. június 3.     | Bécs            | Ausztria                | 2-1         | Győzelem    | 2012-es Eb-selejtező               |
| 18.         | 2011. június 3.     | Bécs            | Ausztria                | 2-1         | Győzelem    | 2012-es Eb-selejtező               |
| 19.         | 2011. június 7.     | Baki            | Azerbajdzsán            | 3-1         | Győzelem    | 2012-es Eb-selejtező               |
| 20.         | 2011. október 7.    | Isztambul       | Törökország             | 3-1         | Győzelem    | 2012-es Eb-selejtező               |
| 21.         | 2011. október 11.   | Düsseldorf      | Belgium                 | 3-1         | Győzelem    | 2012-es Eb-selejtező               |
| 22.         | 2012. május 12.     | Leipzig         | Izrael                  | 2-0         | Győzelem    | Barátságos                         |
| 23.         | 2012. június 9.     | Lviv            | Portugália              | 1-0         | Győzelem    | 2012-es labdarúgó Európa-bajnokság |
| 24.         | 2012. június 13.    | Harkov          | Hollandia               | 2-1         | Győzelem    | 2012-es labdarúgó Európa-bajnokság |
| 25.         | 2012. június 13.    | Harkov          | Hollandia               | 2-1         | Győzelem    | 2012-es labdarúgó Európa-bajnokság |

(A statisztikák 2012. június 19. szerintiek.)